# رودکا (شهرستان بیلسک)
رودکا (به لهستانی:  Rudka) یک روستا در لهستان است که در گمینا رودکا واقع شده‌است. رودکا ۱٬۴۰۰ نفر جمعیت دارد.